# Parque Indígena do Xingu

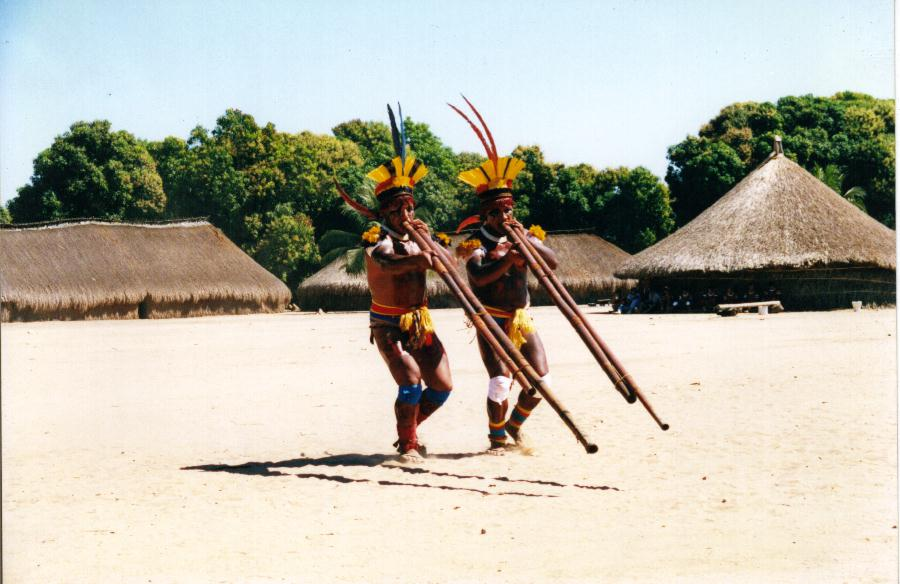
Zwei Kamaiurá beim Tanz mit Uruá-Flöten

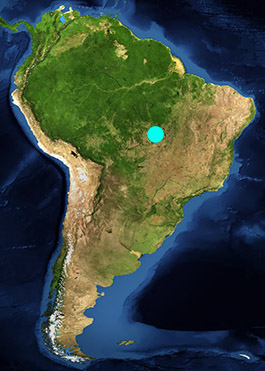
Lage des Siedlungsgebietes

Der Parque Indígena do Xingu, Xingu-Park ([ˌpaɾki‿ĩˌd͡ʒiʒɛnɐ du ʃĩˈɡu], PIX) ist ein über 27.000 km² großes Schutzgebiet für indigene Völker in Mato Grosso im Amazonasgebiet Brasiliens.
Der Park war Vorbild für viele weitere derartige Einrichtungen. Orlando Villas Bôas und seine Brüder Cláudio Villas Boas und Leonardo Villas Boas waren Aktivisten für den Schutz indigener Völker. 1961 erreichten sie die Einrichtung des Nationalparks Xingu und den gesetzlichen Schutz der Xingu-Indianer. Sie betrieben hier von 1946 bis 1973 einen Verwaltungs- und Handelsposten und trugen wesentlich dazu bei, dass im Jahr 1961 am Rio Xingú der Parque Indígena do Xingu eingerichtet wurde, um den verbliebenen ethnischen Minderheiten einen Schutzraum zu bieten. Dies hat dazu beigetragen, dass die Zahl der hier in 32 Siedlungen lebenden Xingu auf heute wieder über 3.000 Einwohner gestiegen ist. Die Hälfte von ihnen ist jünger als 15 Jahre.
Der Xingu-Park war das erste Landstück Brasiliens, das die Regierung Indigenen übereignete.
16 indigene Völker leben im Park: Aweti, Ikpeng, Kaiabi, Kalapalo, Kamaiurá, Kuikuro, Matipu, Mehinako, Nahukuá, Kisêdjê, Trumai, Wauja, Yawalapiti und Yudjá.
Das Indigenenterritorium hat Überlappungen mit den Städten Canarana, Paranatinga, São Félix do Araguaia, São José do Xingu, Gaúcha do Norte, Feliz Natal, Querência, União do Sul, Nova Ubiratã und Marcelândia.
Innerhalb werden vier Zonen unterschieden, im Norden Terra Capoto, im Osten Terra Wawi, im Süden Terra Batovi, im Westen und der Mitte Terra Xingu.